# دوميشت
دوميشت هي قرية تقع في إقليم ياش في رومانيا وبلغ عدد سكانها 4,688 في عام 2002م.